# Giants
Albums de The Stranglers
Suite XVI
(2006) Dark Matters
(2021)
Giants est le dix-septième album studio du groupe The Stranglers. Il est paru le 26 mars 2012.

## Liste des titres
1. Another Camden Afternoon - 4 min 3 s
2. Freedom Is Insane - 6 min 10 s
3. Giants - 3 min 41 s
4. Lowlands - 3 min 14 s
5. Boom Boom - 3 min 21 s
6. My Fickle Resolve - 5 min 32 s
7. Time Was Once On My Side - 3 min 30 s
8. Mercury Rising - 3 min 36 s
9. Adios (Tango) - 4 min 39 s
10. 15 Steps - 4 min 57 s